# Knud Kristensen (SIND)
 Der er flere personer med dette navn, se Knud Kristensen.
Knud Kristensen (født 1. maj 1953 i Frederikshavn) er medlem af Etisk Råd (2020-2022, kan genbeskikkes) og tidligere formand for Landsforeningen SIND fra 2009 til 2021 (hvor han blev efterfulgt af Mia Kristina Hansen). Han er også medlem af Rådet for Socialt Udsatte (2014-2020 og igen fra 2022) og Sundhedsstyrelsens Psykiatriudvalg (siden 2014). Han har været konsul for Slovenien i Aarhus siden 1993. Derudover er han (pr. 2013) direktør for og medejer af en kommunikationsvirksomhed i Bruxelles.
Han har desuden været medlem af Det Centrale Handicapråd (2009-2011 og 2018-2021), medlem af forretningudvalget for danske handicaporganisationer (2014-2021) og regeringens psykiatriudvalg (2012-2013).
Derudover er han medforfatter til Håndbog for psykiatribrugere og pårørende – Kend dine rettigheder. Han blev cand.scient.pol. fra Aarhus Universitet i 1981.